# Station Newbury
Newbury is een spoorwegstation van National Rail in West Berkshire in Engeland. Het station is eigendom van Network Rail en wordt beheerd door Great Western Railway. 

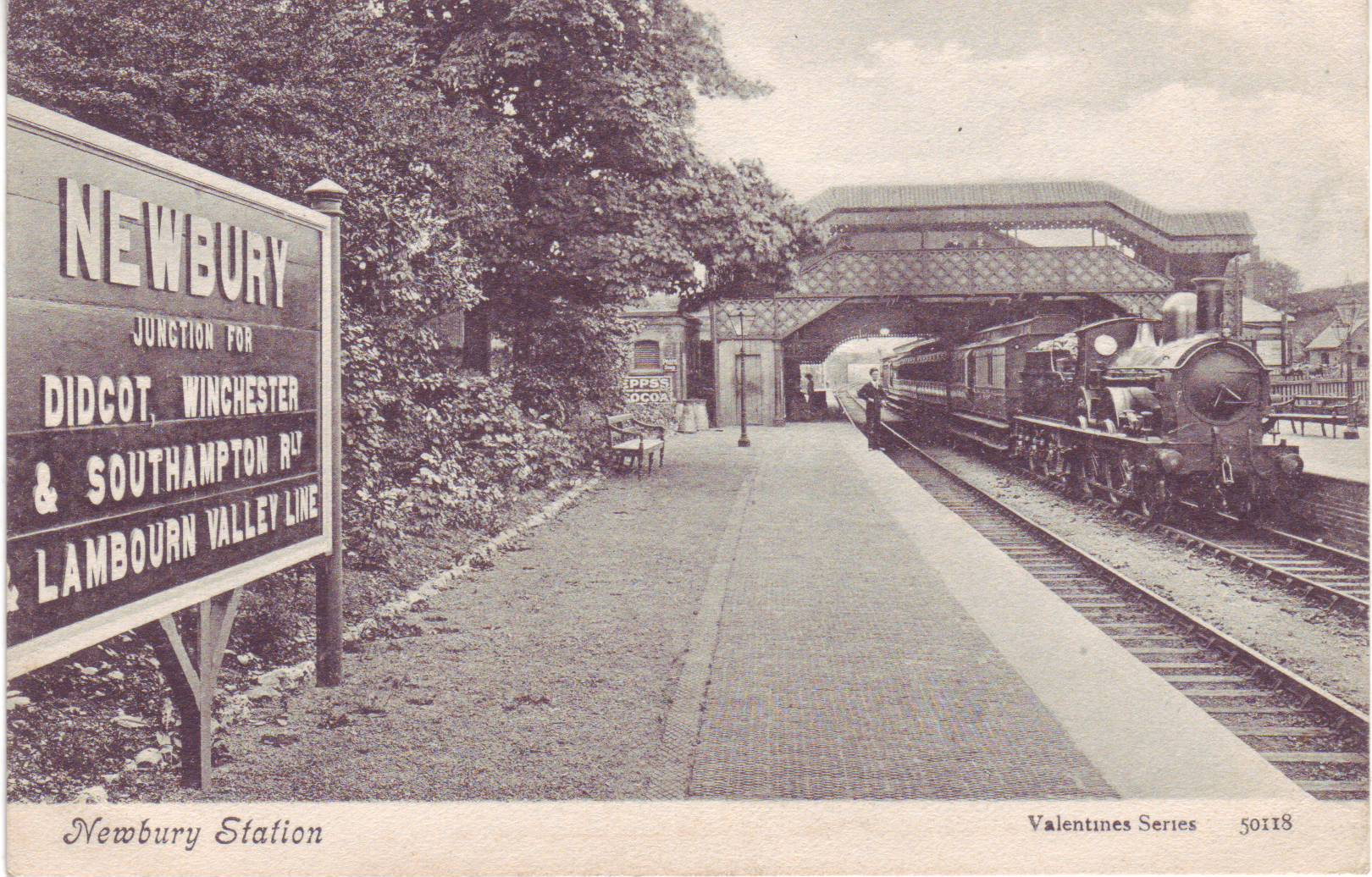
Station ca. 1906